# Marmorerad ålbrosme
Marmorerad ålbrosme (Lycodes reticulatus) är en bottenfisk från familjen tånglakefiskar som finns cirkumpolärt i Arktis och angränsande delar av Nordatlanten.

## Utseende
En långsträckt, ålliknande fisk med sammanhängande rygg- stjärt- och analfenor. Bröstfenorna är mycket stora. Ovandelen av kroppen är brun med ljusare marmoreringar, medan buken är vitaktig. Som mest blir den 36 cm lång.

## Vanor
Arten är en bottenfisk som uppehåller sig vid mjuka bottnar på djup mellan 100 och 930 m. Ungfiskarna livnär sig av smådjur som mindre musslor, märlkräftor och gråsuggor, medan de större individerna tar fisk, räkor och lysräkor. 

## Utbredning
Den marmorerade ålbrosmen lever i Arktis och Nordvästatlanten; i väst finns den från västra Grönland, Hudson Bay och Labradorhalvön till Massachusetts i USA, medan den i Arktis förekommer från Nordvästterritorierna i Kanada till norra delarna av Karahavet och Nordenskiölds hav.